# Рогож
Рого́ж (чув. Раккаш) — деревня в Моргаушском районе Чувашской Республики. Входит в состав Юськасинского сельского поселения.

## География
Находится в северо-западной части Чувашии, на расстоянии приблизительно 14 км на юг-юго-запад по прямой от районного центра села Моргауши.

## История
Известна с 1795 года, когда здесь было 8 дворов. В 1859 году было учтено 14 дворов и 93 жителя, в 1897 году 150 жителей, в 1926 — 33 двора и 142 жителя, в 1939—169 жителей, в 1979 — 70. В 2002 году было 18 дворов, в 2010 — 16 домохозяйств. В 1930 году был образован колхоз «Рогож», в 2010 действовало ГУП "ОПХ «Ударник».

## Население
Постоянное население составляло 53 человека (чуваши 100 %) в 2002 году, 50 в 2010.